# Pierpont Davis
Francis Pierpont Davis (ur. 27 grudnia 1884 w Baltimore, zm. 15 lipca 1953 w Los Angeles) – amerykański żeglarz sportowy, medalista olimpijski.
Podczas letnich igrzysk olimpijskich w Los Angeles (1932) zdobył złoty medal w żeglarskiej klasie 8 metrów, wspólnie z Owenem Churchillem, Williamem Cooperem, Karlem Dorseyem, Johnem Biby, Robertem Suttonem, Alanem Morganem, Alphonse’em Burnandem, Thomasem Websterem, Johnem Huettnerem, Richardem Moore’em i Kennethem Careyem.
W wieku 47 lat Pierpont Davis był najstarszym członkiem łodzi Owena Churchilla (jednocześnie będąc jego szwagrem), Angelita, podczas zawodów olimpijskich w 1932. Davis był również dobrze znany w sporcie jako administrator i – oprócz rywalizacji – był członkiem międzynarodowego jury na igrzyskach w Los Angeles. Brał udział w ostatnich próbach przedolimpijskich w klasie 8 metrów, żeglując własnym jachtem Santa Maria, ale zajął drugie miejsce, za jachtem Churchilla. Podczas zawodów olimpijskich, Churchill, do swojej załogi włączył również sześciu członków załogi Davisa, dzięki czemu każdy mógł wystartować w co najmniej jednym wyścigu i zdobyć złoty medal.
Davis reprezentował California Yacht Club. Uczęszczał do Baltimore City College i Maryland Institute of Art and Design. W 1910 założył własną firmę architektoniczną, projektując wiele znanych budynków w okolicach Los Angeles, a także brał udział w projektowaniu Pentagonu.